# 취안장어

민난어의 분포. 짙은 녹색이 취안장 방언.

취안장어(중국어: 泉漳片)는 푸젠성 동남부에서 유래한 민난어의 한 방언으로, 이름은 이 방언이 사용되는 취안저우시(泉州)와 장저우시(漳州)에서 한 자씩 따온 것이다. 대만에서는 대만어라는 변종이 공용어 중 하나로 지정되어 있으며, 동남아시아의 많은 화교 공동체에서도 사용된다.
역사적으로 이 지역 출신의 민난인들이 대만과 동남아시아의 많은 지역으로 이주하여 가장 큰 화교 공동체를 형성하였기 때문에 민난어 방언들 중 "대표"적 지위를 차지하게 되었다. 따라서 단순히 민난어(閩南語)라고 하면 좁게는 이 취안장 방언만을 가리키기도 하며, 외부에서는 복건어(福建話)의 민난어 발음인 호키엔어(Hokkien)로도 통한다.

## 같이 보기
- 민난인
- 대만어